# Sarcostroma mahinapuense
Sarcostroma mahinapuense är en svampart som beskrevs av Gadgil & M.A. Dick 1999. Sarcostroma mahinapuense ingår i släktet Sarcostroma och familjen Amphisphaeriaceae.   Inga underarter finns listade i Catalogue of Life.